# Puchar Zdobywców Pucharów (1970/1971)
XI Puchar Europy Zdobywców Pucharów 1970/1971

(ang. European Cup Winners’ Cup)

## 1/32 finału
| Åtvidabergs FF – Partizani Tirana 1:1 i 0:2 1 23.08 1970 0:1 Johansson 3s, 1:1 Frranzen 61 2 02.09 1970 0:1 Pano 15, 0:2 Kragami 43                                     |
| Bohemian F.C. – TJ Gottwaldov 1:2 i 2:2 1 26.08 1970 1:0 Swan 22k, 1:1 Urban 67, 1:2 Nehoda 84 2 02.09 1970 0:1 Hojsik 5, 0:2 Jenčik 25, 1:2 O’Connell 39, 2:2 Dunne 64 |

## 1/16 finału
| Manchester City – Linfield F.C. 1:0 i 1:2 1 16.09 1970 1:0 Bell 83 2 23.09 1970 1:0 Lee 6, 1:1 Millen 4, 1:2 Millen 56 |
| Olimpija Lublana – SL Benfica 1:1 i 1:8 1 16.09 1970 0:1 Eusébio 30, 1:1 Pejović 55 2 23.09 1970 0:1 Eusébio 26, 0:2 Eusébio 30, 0:3 Eusébio 32, 0:4 Zeca 47, 1:4 V.Ameršek 53, 1:5 Artur Jorge 67, 1:6 Eusébio 71, 1:7 Eusébio 83, 1:8 Jaime Graça 85                                                                       |
| FC Zürich – ÍBA Akureyri – 7:1 i 7:0 1 16.09 1970 1:0 P.Stierli 1, 2:0 Künzli 32, 3:0 Martinelli 34, 4:0 Volkert 44, 5:0 Volkert 49, 6:0 Volkert 62, 7:0 Künzli 69, 7:1 Arnsasson 71 2 22.09 1970 1:0 Künzli 6, 2:0 Künzli 13, 3:0 Volkert 17, 4:0 Künzli 19, 5:0 Volkert 55, 6:0 Heer 83, 7:0 Grunig 87 (mecz w St. Gallen) |
| Cardiff City – Pezoporikos Larnaka 8:0 i 0:0 1 16.09 1970 1:0 Sutton 18, 2:0 Gibson 33, 3:0 King 36, 4:0 Woodruff 40, 5:0 Clark 44, 6:0 Toshack 54, 7:0 Clark 60, 8:0 Toshack 82 2 23.09 1970 |
| Kickers Offenbach – RFC Brugeois 2:1 i 0:2 1 16.09 1970 0:1 Lambert 33, 1:1 Kremers 49k, 2:1 Kremers 67 2 23.09 1970 0:1 Marmenout 30, 0:2 Hinderyckx 90 |
| Hibernians FC – Real Madryt 0:0 i 0:5 1 16.09 1970 (mecz w Valletcie) 2 23.09 1970 0:1 Pirri 1, 0:2 Flanelles 8, 0:3 Maranon 51, 0:4 Flanelles 54, 0:5 Flanelles 82 |
| Vorwärts Berlin – Bologna FC 0:0 i 1:1 (dog) 1 16.09 1970 2 23.09 1970 0:1 Savoldi 106, 1:1 Begerad 112 |
| Karpaty Lwów – Steaua Bukareszt 0:1 i 3:3 1 16.09 1970 0:1 Tataru 88 2 23.09 1970 0:1 Dumitriu 16, 1:1 Gabowda 24, 1:2 Tataru 27, 2:2 Kulczyckyj 33, 2:3 Stefanescu 69, 3:3 Greszczak 90 |
| CSKA Sofia – FC Haka 9:0 i 2:1 1 16.09 1970 1:0 Jakimow 7, 2:0 Nikodimow 15, 3:0 Jakimow 30, 4:0 Nikodimow 37, 5:0 Asikainen 43s, 6:0 Jekow 61, 7:0 Jakimow 68, 8:0 Maraszlijew 77, 9:0 Jekow 81 2 23.09 1970 1:0 Jakimow 50, 2:0 Jakimow 56, 2:1 Malm 88                                                                    |
| Aberdeen F.C. – Budapest Honvéd 3:1 i 1:3 (dog), karne 4:5 1 16.09 1970 0:1 Pusztai 7, 1:1 Graham 12, 2:1 Harper 32, 3:1 S.Murray 83 2 23.09 1970 0:1 Kocsis 19, 0:2 Kozma 58, 0:3 Kocsis 69, 1:3 Ruzsinszky 78s |
| Strømsgodset IF – FC Nantes 0:5 i 3:2 1 16.09 1970 0:1 Gondet 30, 0:2 Levavasseur 42, 0:3 Arribas 62, 0:4 Levavasseur 64, 0:5 Michel 90 2 23.09 1970 1:0 I.Petersen 50, 2:0 S.Petersen 53, 3:0 Petersen 55, 3:1 BIanchet 65, 3:2 Levavasseur 70                                                                              |
| Aalborg BK – Górnik Zabrze 0:1 i 1:8 1 16.09 1970 0:1 Lubański 28 2 23.09 1970 0:1 Szaryński 1, 0:2 Olek 8, 0:3 Jerzy Wilim 15, 1:3 E.Andersen 27, 1:4 Lubański 46, 1:5 Szołtysik 51, 1:6 Jerzy Wilim 58, 1:7 Lubański 74k, 1:8 Olek 84                                                                                      |
| Göztepe SK – Union Luxembourg 5:0 i 0:1 1 16.09 1970 1:0 Ertan 18, 2:0 Nevzat 21, 3:0 Ertan 26, 4:0 Ertan 57, 5:0 Nielsen 90 2 23.09 1970 0:1 Braun 15 (mecz w Izmirze) |
| SSW Innsbruck – Partizani Tirana 3:2 i 2:1 1 16.09 1970 0:1 Pano 20, 0:2 Vangu 22, 1:2 Ettmayer 40k, 2:2 Obert 50, 3:2 Franceskin 80 2 23.09 1970 0:1 Pano 22, 1:1 Grausam 28, 2:1 Grausam 67 |
| TJ Gottwaldov – PSV Eindhoven 2:1 i 0:1 1 16.09 1970 1:0 Urban 2, 2:0 Nehoda 54, 2:1 Devrindt 86 2 23.09 1970 0:1 Veenstra 46 |
| Aris FC – Chelsea F.C. 1:1 i 1:5 1 16.09 1970 1:0 Alexiadis 49, 1:1 Hutchinson 75 2 23.09 1970 0:1 Hollins 7, 0:2 Hutchinson 20, 0:3 Hollins 27, 0:4 Hutchinson 56, 0:5 Hinton 52, 1:5 Alexiadis 85 |

## 1/8 finału
| CSKA Sofia – Chelsea F.C. 0:1 i 0:1 1 21.10 1970 0:1 Baldwin 18 2 04.11 1970 0:1 Webb 41 |
| Budapest Honvéd – Manchester City 0:1 i 0:2 1 21.10 1970 0:1 Lee 64 2 04.11 1970 0:1 Bell 10, 0:2 Lee 67                                                                                               |
| Cardiff City – FC Nantes 5:1 i 2:1 1 21.10 1970 0:1 Gondet 2, 1:1 Toshack 8, 2:1 Gibson 9, 3:1 Toshack 38, 4:1 King 76, 5:1 Phillips 82 2 04.11 1970 1:0 Toshack 10, 2:0 Clark 70, 2:1 Blanchel 85     |
| RFC Brugeois – FC Zürich 2:0 i 2:3 1 21.10 1970 1:0 Rensenbrink 18, 2:0 Carteus 37 2 04.11 1970 1:0 Carteus 4, 1:1 Axelsson 21s, 1:2 Grunig 55, 2:2 Rensenbrink 74, 2:3 Künzli 83                      |
| PSV Eindhoven – Steaua Bukareszt 4:0 i 3:0 1 21.10 1970 1:0 Veenstra 31, 2:0 Devrindt 67, 3:0 Mulders 68, 4:0 Devrindt 85 2 04.11 1970 1:0 Veenstra 44, 2:0 van der Kuijlen 54, 3:0 van der Kuijlen 80 |
| Göztepe SK – Górnik Zabrze 0:1 i 0:3 1 21.10 1970 0:1 Lubański 28 2 04.11 1970 0:1 Lubański 28, 0:2 Banaś 30, 0:3 Lubański 33                                                                          |
| Real Madryt – SSW Innsbruck 0:1 i 2:0 1 21.10 1970 0:1 Grausam 22 2 04.11 1970 1:0 Grande 77, 2:0 Bueno 83                                                                                             |
| SL Benfica – Vorwärts Berlin 2:0 i 0:2 (dog), karne 3:5 |

## 1/4 finału
| Górnik Zabrze – Manchester City 2:0 i 0:2, dod. 1:3 1 10.03 1971 1:0 Lubański 34, 2:0 Wilczek 40 (mecz w Chorzowie) 2 24.03 1971 0:1 Mellor 40, 0:2 Doyle 66 3 31.03 1971 0:1 Young 20, 0:2 Booth 38, 1:2 Lubański 57, 1:3 Lee 65 (mecz w Kopenhadze) |
| PSV Eindhoven – Vorwärts Berlin 2:0 i 0:1 1 10.03 1971 1:0 Devrindt 48, 2:0 van den Dungen 80 2 24.03 1971 0:1 Fräßdorf 4 |
| Cardiff City – Real Madryt 1:0 i 0:2 1 10.03 1971 1:0 Clark 32 2 24.03 1971 0:1 Velazquez 50, 0:2 Fleitas-Miranda 52 |
| RFC Brugeois – Chelsea F.C. 2:0 i 0:4 (dog) 1 10.03 1971 1:0 Lambert 4, 2:0 Marmenout 40 2 24.03 1971 0:1 Houseman 20, 0:2 Osgood 82, 0:3 Osgood 117, 0:4 Baldwin 119                                                                                 |

## 1/2 finału
| Chelsea F.C. – Manchester City 1:0 i 1:0 1 14.04 1971 1:0 Smethurst 46 2 28.04 1971 1:0 Healey 43s               |
| PSV Eindhoven – Real Madryt 0:0 i 1:2 1 14.04 1971 2 28.04 1971 0:1 Zoco 35, 1:1 van den Dungen 58, 1:2 Pirri 82 |

## Finał
| 19 maja 1971 Pireus Stadion Karaiskákis (42 000) Chelsea F.C. – Real Madryt 1:1 (1:1, 0:0) Sędzia: Rudolf Scheurer (Szwajcaria) Bramki: 1:0 Peter Osgood 56, 1:1 Ignacio Zoco 90 Chelsea Football Club (trener Dave Sexton): Peter Bonetti – John Boyle, John Dempsey, John Hollins (91 Paddy Mulligan), Ron Harris (kapitan) – Keith Weller, Charlie Cooke, David Webb – Alan Hudson, Peter Osgood (86 Tommy Baldwin), Peter Houseman Real Madrid Club de Fútbol (trener Miguel Muñoz): José Luis Borja – José Luis, Gregorio Benito, Ignacio Zoco, Fernando Zunzuñegui – Pirri, Manolo Velázquez, Pérez (65 Sebastián Fleitas) – Amancio Amaro, Ramon Grosso, Francisco Gento (kapitan) (70 José Grande)          |
| 21 maja 1971 Pireus Stadion Karaiskákis (19 917) Chelsea F.C. – Real Madryt 2:1 (2:0) Sędzia: Anton Bucheli (Szwajcaria) Bramki: 1:0 John Dempsey 31, 2:0 Peter Osgood 39, 2:1 Sebastián Fleitas 75 Chelsea Football Club (trener Dave Sexton): Peter Bonetti – John Boyle, John Dempsey, Charlie Cooke, Ron Harris (kapitan) – Keith Weller, Tommy Baldwin, David Webb – Alan Hudson, Peter Osgood (73 Derek Smethurst), Peter Houseman Real Madrid Club de Fútbol (trener Miguel Muñoz): José Luis Borja – José Luis, Gregorio Benito, Ignacio Zoco, Fernando Zunzuñegui – Pirri (kapitan), Manolo Velázquez (75 Francisco Gento), Sebastián Fleitas – Amancio Amaro, Ramon Grosso, Manuel Bueno (60 José Grande) |